# Adam Moleyns
Adam Moleyns (? – Portsmouth, 1450) angol államférfi, Chichester püspöke volt. Pályafutása alatt rengeteg tisztséget töltött be, mások mellett 14 rektorit, 11 kanonokit, két esperesit (St Buryan, 1438 és Salisbury, 1441), valamint két főesperesit (Salisbury, 1439 és Taunton, 1441). A királyi pecsét őreként komoly befolyása volt 1444-1449-ben az angol kormány politikájára. 1450-ben a kabinet baklövéseivel elégedetlen közemberek megölték.

## Élete
Családi hátteréről nem sokat tudni. Egyes források seftoni Richard Molyneux második gyerekének vélik, de erre nincs bizonyíték. A jelek szerint családi háttere kevés szerepet játszott karrierjében, pályafutását elsősorban jogi és diplomáciai tehetsége, valamint befolyásos barátainak támogatása határozta meg. Fontos szerepet játszott az angol humanizmusban.
Oxfordban tanult polgár- és kánonjogot. 1435-től királyi megbízott volt Rómában, és barátságot kötött Poggio Bracciolinival. Részt vett a Bázel–ferrara–firenzei zsinaton, majd 1436-ban hazatért. Adam Moleyns jó kapcsolatban volt a Beaufort-családdal és William de la Pole  suffolki herceggel, így a királyi tanács papja lett. VI. Henrik uralkodása alatt több alkalommal királyi küldött voltː 1438-ban Aachenben és Kölnben, 1441-ben Frankfurtban, 1442-ben pedig Rómában, ahol fogadta IV. Jenő pápa.
1444-ben kinevezték a királyi pecsét őrének. Ez a pozíció kulcsfontosságú volt a kormányzati politika irányításában. Az 1440-es években több diplomáciai küldetése volt Franciaországban és Skóciában. 1445. szeptember 23-án kinevezték, majd 1446. február 6-án felszentelték Chichester püspökének.
Plantagenet Richárd yorki herceg azt állította, hogy Moleyns – valószínűleg 1446-ban – pénzügyi szabálytalanságokkal és Normandia biztonságának veszélyeztetésével vádolta meg. Moleyns ezt tagadta. Mindazonáltal nem sokkal ezután Yorkot menesztették a franciaországi angol sereg éléről. 1449 novemberében a parlament lemondatta a püspököt pecsétőri pozíciójából, mivel felelősnek tartotta a kormányzati baklövésekért, amelyek miatt Anglia elvesztette franciaországi területeinek jelentős részét.

## Halála
Moleyns azzal indokolta lemondását, hogy több időt akar szentelni egyházkerületének és zarándoklatra is indul. 1450. január 9-én Portsmouthba érkezett. Dühös katonák és tengerészek kirángatták a püspököt a későbbi helyőrségi templomból, a tengerpartra hurcolták, majd meggyilkolták. A támadás okáról eltérő értesülések láttak napvilágot. Az egyik feltevés szerint Moleyns nem fizette ki a franciaországi katonák bérét, egy másik szerint a katonák őt okolták Normandia elvesztéséért, egy harmadik szerint York ölette meg.